# Tränen des Vaterlandes
Tränen des Vaterlandes ist ein Alexandriner-Sonett von Andreas Gryphius. Es ist „eines der bekanntesten Barockgedichte“, „das wahrscheinlich berühmteste deutsche Gedicht des 17. Jahrhunderts“, „fester Bestandteil des schulischen und universitären Kanons“, „immer wieder nachgedruckt in Anthologien und Lesebüchern“, und „hat wie kaum ein anderes eine intensive Forschungsgeschichte“.

Druck in der Auflage von 1657
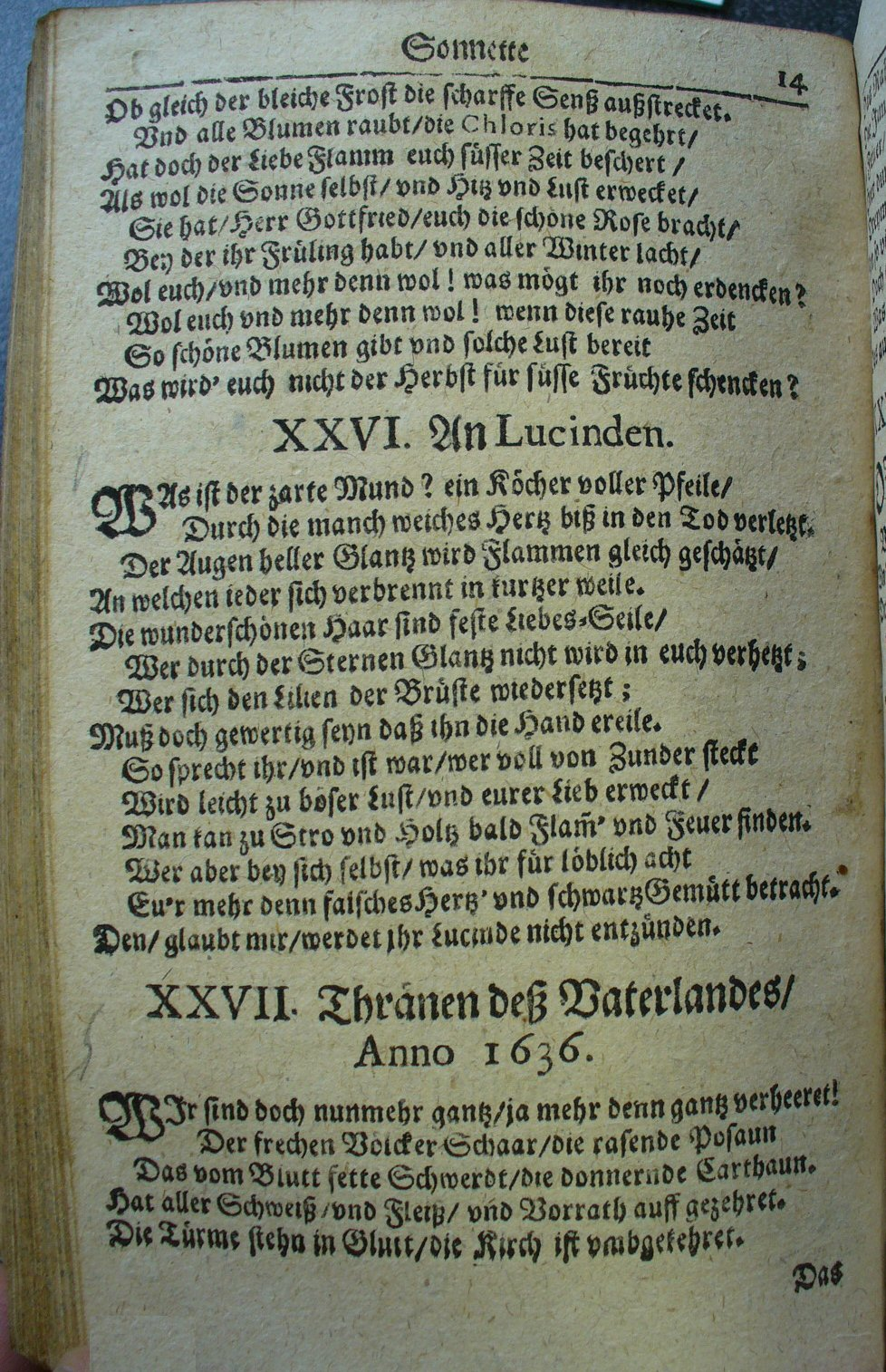
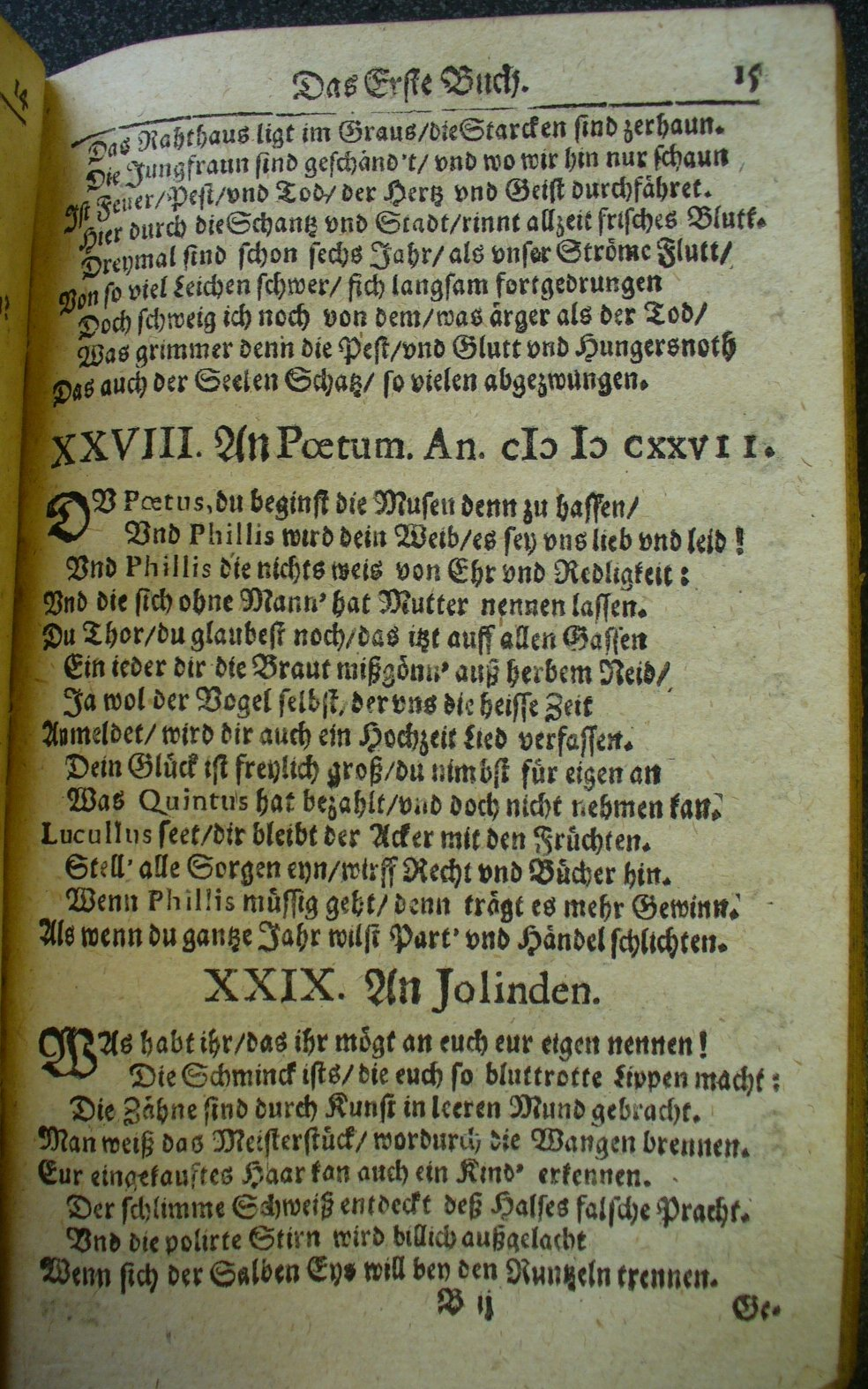

Das Gedicht wurde erstmals 1637 als sechsundzwanzigstes der 31 sogenannten „Lissaer Sonette“ im heute polnischen Lissa publiziert. Es trug dort den Titel Trawrklage des verwüsteten Deutschlandes. Der nächste Druck, eine stark überarbeitete Fassung unter dem Titel Threnen des Vatterlandes / Anno 1636, erschien 1643 in Leiden, siebenundzwanzigstes der Sammlung von 50 Sonetten ANDREAE GRYPHII SONNETE. Das erste Buch. Weitere Drucke zu Gryphius’ Lebzeiten erfolgten 1650, 1657 und schließlich in der Ausgabe letzter Hand 1663. Der Untertitel „Anno 1636“ nennt vermutlich das Jahr der Entstehung – mitten im Dreißigjährigen Krieg.
Die 1637er Fassung wurde 1963 neu gedruckt in Band 1 einer von Marian Szyrocki und Hugh Powell verantworteten Gesamtausgabe der deutschsprachigen Werke, die 1663er Fassung 2012 von Thomas Borgstedt.

## Text
Die Texte sind Szyrockis und Borgstedts Neudrucken entnommen.
Trawrklage des verwüsteten Deutschlandes. (1637)

WIr sind doch nunmehr gantz / ja mehr alß gantz vertorben.

Der frechen Völcker schar / die rasende Posaun /

Daß vom Blutt feiste Schwerd / die donnernde Carthaun /

Hat alles diß hinweg / was mancher sawr erworben /

Die alte Redligkeit vnnd Tugend ist gestorben;

Die Kirchen sind verheert / die Starcken vmbgehawn /

Die Jungfrawn sind geschänd; vnd wo wir hin nur schawn /

Ist Fewr / Pest / Mord vnd Todt / hier zwischen Schantz vñ Korbẽ

Dort zwischen Mawr vñ Stad / rint allzeit frisches Blutt

Dreymal sind schon sechs Jahr als vnser Ströme Flutt

Von so viel Leichen schwer / sich langsam fortgedrungen.

Ich schweige noch von dehm / was stärcker als der Todt /

(Du Straßburg weist es wol) der grimmen Hungersnoth /

Vnd daß der Seelen=Schatz gar vielen abgezwungen.
Thränen des Vaterlandes / Anno 1636. (1663)

WIr sind doch nunmehr gantz / ja mehr denn gantz verheeret!

Der frechen Völcker Schaar / die rasende Posaun

Das vom Blutt fette Schwerdt / die donnernde Carthaun /

Hat aller Schweiß / und Fleiß / und Vorrath auffgezehret.

Die Türme stehn in Glutt / die Kirch ist umgekehret.

Das Rathauß ligt im Grauß / die Starcken sind zerhaun /

Die Jungfern sind geschänd’t / und wo wir hin nur schaun

Ist Feuer / Pest / und Tod / der Hertz und Geist durchfähret.

Hir durch die Schantz und Stadt / rinnt allzeit frisches Blutt.

Dreymal sind schon sechs Jahr / als vnser Ströme Flutt /

Von Leichen fast verstopfft / sich langsam fort gedrungen.

Doch schweig ich noch von dem / was ärger als der Tod /

Was grimmer denn die Pest / und Glutt und Hungersnoth

Das auch der Seelen Schatz / so vielen abgezwungen.

## Interpretation
Die Interpretation geht von der Fassung von 1663 aus, die sich von der 1643er und den dazwischenliegenden wenig unterscheidet. Die Germanistin Nicola Kaminski hat davon ironisch als den „in der Forschung fast ausnahmslos größerer Beliebtheit sich erfreuenden“ gesprochen. Auch Erich Trunz hat sie seiner von allen Späteren als wegweisend bezeichneten Analyse aus dem Jahr 1949 zugrunde gelegt.

### Form
Das Gedicht ist wie alle Lissaer Sonette in dem 1624 von Martin Opitz in seinem Buch von der Deutschen Poeterey für Sonette empfohlenen Versmaß des Alexandriners verfasst mit dem ebenfalls von Opitz empfohlenen Reimschema „abba abba“ für die Quartette und „ccd eed“ für die Terzette. Die Verse mit den „a“- und „d“-Reimen sind dreizehnsilbig, die Reime weiblich, die Verse mit den „b“-, „c“- und „e“-Reimen sind zwölfsilbig, daher entsprechend den Ausgaben von Szyrocki und Borgstedt eingerückt, die Reime männlich. Die Zäsur folgt regelhaft der sechsten Silbe. Im ersten Vers hat Gryphius den Satz „WIr sind doch nunmehr gantz […] verheeret“ durch den Einschub „ja mehr denn gantz“ in das Versmaß des Alexandriners eingepasst. Doch sind die Verse nicht monoton. Eine differenzierte Abfolge von Tempowechseln, etwa von Vers 2 und 3 zu Vers 4 und von Vers 5 bis 7 zu Vers 8, erzeugt eine kunstvolle Dynamik. Binnenreime – Schweiß/Fleiß, Rathauß/Grauß –, Alliterationen – der frechen Völcker, Schaar/Schwerdt/Schweiß, Fleiß/Vorrath, Schantz und Stadt – und Enjambements – von Vers 3 zu 4, von Vers 7 zu 8 – tragen zur Musikalität bei. Nach Trunz entspricht der Alexandriner in seiner Weiträumigkeit der Masse dessen, was gesagt werden soll. Sein stolzer Schritt gebe allem feste Gestalt. Seine Gesetzlichkeit bändige die düstere Fülle, auf die der Blick starrt, zu reiner Form und sei eben darum hier am Platze.

### Überschrift
„Thränen des Vaterlandes“ – der Genitivus subiectivus legt nahe, dass es das „Vaterland“ ist, das im Gedicht spricht, dass das Sonett ein Rollengedicht ist. In der 1663er „Trawrklage des verwüsteten Deutschlandes“ erhebt unzweideutig das „verwüstete Deutschland“ klagend seine Stimme. Jedoch unterschlägt die Vorstellung eines rhetorischen Rollen-Deutschlands die Wirkung, mit der das einsetzende „Wir“ den Leser unmittelbar packt und einbezieht. Im Gedichttext, so Borgstedt, spricht nicht die „Personifikation“ des „verwüsteten Deutschlandes“ oder des „Vaterlandes“, sondern ein reales kollektives „Wir“. Letztlich ist Gryphius’ „poetisches Sprechen […] nicht eindeutig auf eine lyrische Sprecherinstanz rückführbar“.
Für Gryphius und seine zeitgenössischen Leser klang in „Thränen“ das griechische Threnos, θρῆνος an, ursprünglich Bezeichnung für eine Totenklage. (Pseudo)etymologiserend schrieb Sigmund von Birken 1679, die „KLagLieder oder Threnien“ seien „also benamet/ weil sie gleichsam mit Threnen geschrieben werden. Es wird damit der Untergang/ nicht allein großer Leute/ sondern auch der Städte und Länder/ beschrieben“. „Thränen des Vaterlandes / Anno 1636“ ist – unter anderem – von der späthumanistischen Threnos-Poetik bestimmt.

### Erstes Quartett
WIr sind doch nunmehr gantz / ja mehr denn gantz verheeret!
„‚Wir‘: der Dichter selbst steht mitten in dem großen gemeinsamen Schicksal.“ Das „Vaterland“ kann Gryphius’ Heimat Schlesien sein, doch ist wohl Deutschland gemeint. „Verheeret“ nennt das Ausmaß der Zerstörung und zugleich die Ursache, die Kriegsheere. Mitten in dem schlichten, fast alltagssprachlichen Satz „WIr sind doch nunmehr gantz […] verheeret“ unterbricht sich der Sprecher, den Satz zum Alexandriner formend, mit einer Überbietung, die logisch unmöglich ist, „ja mehr denn gantz“ – ein Rätsel, das Aufmerksamkeit erregen und auf die Lösung gespannt machen soll.
Es folgen in zwei Versen die Täter der „gantz<en>“ Verheerung, die anonym bleibenden „frechen Völcker“, und ihr Kriegsgerät. Die analog gebauten, parataktisch gereihten Nominalphrasen, die die Halbverse ausfüllen, beschleunigen den Sprechrhythmus:
Der frechen Völcker Schaar / die rasende Posaun

Das vom Blutt fette Schwerdt / die donnernde Carthaun /

Hat aller Schweiß / und Fleiß / und Vorrath auffgezehret.
Die Epitheta frech, rasend, fett, donnernd erzeugen eine hohe rhetorische Lautstärke. „Schmucklos wuchtig werden ‚Zentnerworte‘ gehäuft.“ Doch dann folgt ein längerer Satz, den ganzen Alexandriner einnehmend, Tempowechsel, eine Beruhigung. Der Singular „Hat“, gegen die heutige Grammatikregel aber damals möglich für „haben“, verknüpft jedes einzelne der Substantive der Verse 2 und 3, der „Völcker Schar“, die „Posaun“, das „Schwerdt“, die „Carthaun“, auf jedes einzelnen Schrecklichkeit insistierend, mit dem Prädikat „Hat […] auffgezehret“. Das Wüten der Kriegsgeräte hat alle materiellen Lebensgrundlagen vernichtet.

### Zweites Quartett
Die zweite Strophe verstärkt den Klang der ersten noch. Nach der Nennung der Täter und ihrer Werkzeuge werden die Zerstörungen aufgezählt, wieder in schnell rhythmisierten, Halbverse füllenden, sich überstürzenden Nominalsätzen:
Die Türme stehn in Glutt / die Kirch ist umgekehret.

Das Rathauß ligt im Grauß / die Starcken sind zerhaun /

Die Jungfern sind geschänd’t / und wo wir hin nur schaun

Ist Feuer / Pest / und Tod / der Hertz und Geist durchfähret.
Elend überall. Die „Türme“ stehen für die wehrhafte Sicherheit, die „Kirch“ für das geistliche Leben, das „Rathauß“ für die weltliche Verwaltung, die „Starcken“ für die militärische Wehrhaftigkeit, die Schändung der „Jungfern“ für „die Vernichtung moralischer und persönlicher Integrität“. In einer den Leser einbeziehenden Geste „wo wir hin nur schaun“ wird der Blick dann in wieder verlangsamtem Rhythmus auf die Allgegenwart von „Feuer / Pest / und Tod“ gelenkt, ihre nicht nur zer-, sondern nun auch „Hertz und Geist“ durchfahrende, verstörende Wirkung. Zweimal also, im ersten und zweiten Quartett, „die Bildhäufung, die einer leidenschaftlichen Erregung der Seele entspricht, und zweimal dann das um die eigene Ohnmacht wissende, ruhig-traurige Abstandnehmen und Verallgemeinern“.
Die Quartette sind durchsetzt mit Zeichen aus der Offenbarung des Johannes: „Posaun“ (Offb 8,2 ) – in der Lutherbibel von 1545 „Vnd ich sahe sieben Engel / die da tratten fur Gott / vnd jnen wurden sieben Posaunen gegeben“; „Schwerdt“ (Offb 6,4 ) – in der Lutherbibel von 1545 „Vnd es gieng er aus ein ander Pferd / das war rot / vnd dem der drauff sass / ward gegeben den Friede zunemen von der Erden / vnd das sie sich vnternander erwürgeten / Vnd jm ward ein gros Schwert gegeben“; „Feuer / Pest / und Tod“ (Offb 6,8 ) – in der Lutherbibel von 1545 „Vnd sihe / vnd ich sahe ein falh Pferd / vnd der drauff sass / des name hies Tod / vnd die Helle folgete jm nach. Vnd jnen ward macht gegeben zu tödten / das vierde teil auff der Erden / mit dem Schwert vnd Hunger / vnd mit dem Tod / vnd durch die Thiere auff Erden“. Die Wörter rufen das Bild der vier apokalyptischen Reiter wach.

### Erstes Terzett
„Wohin kann das Gedicht weiter führen?“ fragt Trunz.
Hir durch die Schantz und Stadt / rinnt allzeit frisches Blutt.

Dreymal sind schon sechs Jahr / als vnser Ströme Flutt /

Von Leichen fast verstopfft / sich langsam fort gedrungen.
Gryphius entwirft ein Bild, das man „grandios nennen müßte, wäre es nicht so furchtbar, von Dantescher Imagination: daß sogar die Flüsse von Leichen verstopft sind und deshalb nur noch langsam fließen“. Selbst der Natur, dem Strömen der Flüsse, tut die Verheerung Gewalt an. Das Bild wirkt übertrieben und unwahrscheinlich, „keine beobachtete Wirklichkeit“. In der Tat ist es ein Topos, der bis zur Ilias zurückreicht, in deren 21. Gesang der Flussgott Skamandros gegen den wütenden Achilleus klagt:
Voll sind mir von Toten bereits die schönen Gewässer;

Kaum auch kann ich annoch ins heilige Meer mich ergießen,

Eingeengt von Toten.
Jedoch warnt der zeitgenössische Prätext in Martin Opitz’ „Trostgedichten in Widerwertigkeit deß Krieges“ (siehe unten „Intertextualität“) davor, dem Bild Realität abzusprechen, als sei es eine pure Metapher für kriegerisches Morden.
Die Wirklichkeitsnähe des Gedichts wird unabweisbar in der Zeitangabe „Dreymal sind schon sechs Jahr“. „Anno 1636“ ist es überschrieben. 1618 hatte der Krieg begonnen. Durch die Zerlegung der 18 in 6 + 6 + 6 wird die Wirkung gesteigert. Das „endlos Lange dieses Krieges kann nicht einfach mit einer Zahl abgetan sein; sechs Jahre trug man es, und dann noch einmal sechs Jahre, und dann noch einmal so lange – die Formel hat hier echtes Leben“. Marian Szyrocki hat bei seiner Analyse der Zahlensymbolik in Gryphius’ Werk auf eine – mögliche – verborgene Bedeutung der dreimaligen „6“ hingewiesen. In der Offenbarung heißt es darüber nach der Lutherbibel von 1545: „VND ich sahe ein ander Thier auffsteigen von der Erden / vnd hatte zwey Hörner / gleich wie das Lamb / vnd redet wie der Drache. […] Hie ist Weisheit. Wer verstand hat / der vberlege die zal des Thiers / denn es ist eines Menschen zal / Vnd seine zal ist sechs hundert vnd sechs vnd sechzig.“ Die „666“ sei eine Teufelszahl. Sie „ergibt etwa die Sinndeutung: dieser Krieg ist das Werk der Hölle, das den Untergang nach sich ziehen wird. Die Akzentuation der langen Kriegsdauer findet eine weitere Verstärkung durch die Verbindung der Zeitbestimmung mit einem schauererregend realistischen Bild des Kriegsmordens: im Unglück dehnt sich nämlich die Zeit ins Unermeßliche.“
Die Kriegsdauer von 18 Jahren weist zurück auf den Titel. Das Gemälde des Grauens erhält so seinen Rahmen.

### Zweites Terzett
Irritierend, aber gerade dadurch Aufmerksamkeit erregend, beginnt das zweite Terzett mit einer Ankündung von Schweigen.
Doch schweig ich noch von dem / was ärger als der Tod /

Was grimmer denn die Pest / und Glutt und Hungersnoth

Das auch der Seelen Schatz / so vielen abgezwungen.
Wovon schweigt das Sonett? „Es hat, wie Barockgedichte so oft, den Gipfel für den Schluß aufgespart.“ Es kommt hier auf das Rätsel des ersten Verses zurück, was denn „mehr denn gantz verheeret“ sein könne, „grimmer denn die Pest / und Glutt und Hungersnoth“. Die Komparative steigern die Spannung aufs Höchste. Die Antwort gibt der letzte Vers. „Den zwölf Zeilen der in höchstgesteigerten Bildfolgen […] vorgestellten Kriegsauswirkungen steht eine einzelne Zeile, steht nur eine Metapher gegenüber“, ein sursum corda, langsam, unaufgeregt: „Das auch der Seelen Schatz / so vielen abgezwungen.“ Aber um welchen „Seelen Schatz“ handelt es sich? Den christlichen Glauben? Eine Konfession? Die Seele überhaupt? Das Gute im Menschen? Darüber schweigt das Gedicht in der Tat. „Der Satz ‚Doch schweig ich…‘ besteht also zu Recht.“ Man hat von einer „intendierten Unbestimmtheit“ gesprochen, einer deutungs-heischenden Pointe, einem Appell an den Leser zu mitwirkender Ergänzung.
Zu den Deutungsmöglichkeiten gehört, das Eschatologische der letzten Zeile zu hinterfragen. Sicher sagt sie, dass der Schaden, den die Menschen an ihrer Seele genommen haben, schwerer wiege als jede Art körperlichen Leidens; aber muss nicht das körperliche Leiden ganz unmetaphysisch ernst genommen werden? Nicola Kaminski hat auf die Lissaer Fassung des zweiten Terzetts hingewiesen. Ein Fenster auf die unmetaphysisch zeitgenössische Wirklichkeit des „verwüsteten Deutschlandes“ öffne die „Trawrklage“ dort:
Ich schweige noch von dehm / was stärcker als der Todt /

(Du Straßburg weist es wol) der grimmen Hungersnoth /

Vnd daß der Seelen=Schatz gar vielen abgezwungen.
„Du Straßburg weist es wol“ – was weiß Straßburg wohl, und was in Straßburg Geschehene konnte Gryphius als deutschlandweit bekannt voraussetzen? Kaminski vermutete, es könne sich im Lissaer Druck um einen Setzerfehler für „Augsburg“ handeln: „Du Augsburg weist es wol“. Im belagerten Augsburg herrschte 1635 eine Hungersnot von „mythischer Exemplarität“. „Hund und Katzen <wurden> an statt eines Wildprets/ von den Armen aber auch Mäuse und andere unnatürliche Sachen gessen/ ja die Menschliche Leichnamb vielfältig angewendet“. Der kaiserliche Gouverneur Otto Heinrich Fugger habe, heißt es weiter, „die zärtlichste Stadt in Deutschland zum Menschen-fleisch gebracht“, so dass „itzt ein läbendiger den andern anfihl“. Leichenschändung, Kannibalismus, so Kaminski, könne mit „stärcker als der Todt“ gemeint sein.
Mario Zanucchi ist dagegen der Nachweis gelungen, dass die Straßburger Hungerkatastrophe, auf welche das Sonett anspielt, historisch belegt ist. In den Jahren 1636 und 1637 wütete in der Stadt eine Hungersnot, von welcher die inzwischen zerstörte Straßburger Stadtchronik von Johann Wencker berichtete. Gryphius war über die zeitgenössische Straßburger Hungersnot bestens informiert, vermutlich über die Lektüre einer Danziger Zeitung, nämlich des „Berichts durch Pommern was newlichst vorgangen“. Unter der Überschrift „Auß Straßburg/ vom 17. May“ liest man 1636, also genau im Entstehungsjahr von Gryphius’ Sonett, im „Bericht durch Pommern“: „Die betrübte Zeit die wir anjetzo alhier erlebet haben/ ist zu erbarmen/ die Leute müssen Hungers sterben auff dem Lande/ denn sie haben nichts mehr zu essen/ das Viehe/ Roß/ Esel/ Katzen vnnd Hunde/ ist schon alles verzehret/ ja der Hunger ist so groß/ daß die Menschen sich einander fressen/ wie auch die verstorbene Todten Cörper/ etzliche Kinder haben sich auff dem Lande verlohren/ vnnd | sollen auß eines Mannes Hauß vier Kinder verlohren seyn/ vnnd müssen die Eltern sich befürchten/ daß sie getödtet vnd gefressen seyn. Die Tonne Korn gilt 20. Reichstaler/ das können die Armen nicht bezahlen/ der liebe Gott wolle es wenden.“
Für den Druck von 1643 hat Gryphius das zweite Terzett stark umgeformt. Das antithetische „Doch“ markiert jetzt in Vers 12 einen Neuansatz; die Herausnahme des Klammersatzes glättet den Rhythmus; die Komparativfolge „ärger“ – „grimmer“ bindet die Verse 12 und 13 zusammen; der letzte Vers, mit dem „Vnd“ von 1637 Glied einer Aufzählung, wird erst durch die Neufassung „die Krönung des Vorhergesagten“, pointierende Zuspitzung und sinngebende Wendung ins Geistliche. Inhaltlich wird durch die Herausnahme des Klammersatzes das „Fenster“ auf die zeitgenössische Bestialität geschlossen. „Der Gedichttext stellt nun eine allgemeiner gefasste Aussage dar, die das Kriegsgeschehen insgesamt benennen kann.“

### Intertextualität
„Du sihest das allenthalben die Ecker verwüstet/ die Dörffer zerrissen vnd geplündert/ die Städte angezündet vnd vmbgekehret/ die Leute gefangen vnd zu Todt geschlagen: die ehrliche Weiber geschendet/ die Jungfrawen weniger gemacht werden: vnnd was sonsten mehr im Kriege zu folgen pfleget.“

Die deutsche Übersetzung einer Passage aus den 1584 publizierten „De Constantia Libri Duo“ des flämischen Philosophen Justus Lipsius erschien 1599. Lipsius schildert die Zustände in seiner Heimat während des spanisch-niederländischen Krieges und mahnt im Geist der jüngeren Stoa zu Mut und Standhaftigkeit angesichts der Zumutungen des Lebens. Die Zeilen könnten als Vorlage für Gryphius’ Gedicht verstanden werden.
Weit direkter und detaillierter hat nach Günther Weydt Opitz’ Versepos „Trostgedichte in Widerwertigkeit deß Krieges“ in „Tränen des Vaterlandes“ hineingewirkt. Opitz hatte das Werk 1621 verfasst. Er erwähnt es in seiner „Deutschen Poeterey“ von 1624, veröffentlichte es aber erst 1633. Im ersten der vier Bücher mit insgesamt 2312 paargereimten Alexandrinern beschreibt Opitz den „Böhmischen Krieg“ als Schickung Gottes. Im Zweiten bis Vierten Buch propagiert er wie Lipsius stoische Tugenden, ruft zur heroischen Variante der Beständigkeit in Form des Freiheitskampfes auf und relativiert die gegenwärtige Bedrängnis vor dem Hintergrund der Vergänglichkeit und des Jüngsten Gerichts. Am Anfang des Ersten Buches definiert er Thema und Zeit:
Erstes Buch Verse 1–4 und 49–56

DEs schweren Krieges Last / den Deutschland jetzt empfindet /

Vnd daß GOTT nicht vmbsonst so hefftig angezündet

Den Eyfer seiner Macht / auch wo in solcher Pein

Trost her zu holen ist / sol mein Getichte seyn.

[…]

Die grosse Sonne hat mit jhren schönen Pferden

Gemessen dreymal nun den weiten Kreiß der Erden /

Seit daß der strenge Mars in vnser Deutschland kam /

Vnd dieser schwere Krieg den ersten Anfang nahm.

Ich wil den harten Fall / den wir seither empfunden /

Vnd männiglich gefühlt (wiewol man frische Wunden

Nicht viel betasten sol) durch keinen blawen Dunst

Vnd Nebel vberziehn.
Opitz schrieb im Jahr 1621, dem Jahr, in dem die Sonne „dreymal“ seit Kriegsbeginn „den weiten Kreiß der Erden“ gemessen hatte. Gryphius’ zeitliche Fixierung „Dreymal sind schon sechs Jahr“ findet sich bei Opitz vorgebildet. Aus dessen Riesenepos mit philosophischen und theologischen Abschnitten hat Gryphius gewählt, was zu seinem Threnos, Klagegesang passte, und hat es in die 14 Zeilen seines Sonetts montiert. Ähnliche Einzelbilder, ähnliche Formulierungen, gleiche Reimwortpaare sind markante Spuren von Opitz im Sonett:
Erstes Buch Verse 77–80 und 85–88

Der Acker fraget nun nach keinem grossen hawen /

Mit Leichen zugesäet; er fragt nach keinem tawen /

Nach keinem düngen nicht: Was sonst der Regen thut /

Wird jetzt genung gethan durch feistes Menschen-Blut.

[…]

Ach! ach! da hört man jetzt die grawsamen Posaunen /

Den Donner vnd den Plitz der fewrigen Carthaunen /

Das wilde Feldgeschrey: wo vormals Laub vnd Graß

Das Land vmbkrönet hat / da ligt ein faules Aas.
Erstes Buch Verse 123–126 und 153–156

Dergleichen nie gehört: Wie manche schöne Stadt /

Die sonst das gantze Land durch Pracht gezieret hat /

Ist jetzund Asch vnd Staub? Die Mawren sind verheeret /

Die Kirchen hingelegt / die Häuser vmbgekehret.

[…]

Der Mann hat müssen sehn sein Ehebette schwächen /

Der Töchter Ehrenblüth in seinen Augen brechen,

Vnd sie / wann die Begier nicht weiter ist entbrandt /

Vnmenschlich vntergehn durch jhres Schänders Hand.
Vers 80 „durch feistes Menschen-Blut“ lieferte das Material zu einem völlig neuen, in die Embleme vom Kriege sich einfügenden Bildmonument: das „vom Blutt feiste Schwerd“ 1637, das „vom Blutt fette Schwerdt“ 1643. Aus den „grawsamen Posaunen“ wurde die „rasende Posaun“. Der Opitzsche Vers 86 „Den Donner vnd den Plitz der fewrigen Carthaunen“ wurde zum Halbvers „die donnernde Carthaun“ kondensiert. Die Singularsetzung kündet von dem einen großen Morden. Die Opitzschen Reimwörte „verheeret“ – „vmbgekehret“ führte Gryphius erst 1643 ein und erweiterte sie zu „verheeret“ – „auffgezehret“ – „umgekehret“ – „durchfähret“, scheute sich also keineswegs, die Imitatio gegenüber 1637 noch zu verstärken. „Gryphius ist nicht nur mit dem Blick für treffende Bildelemente begabt, er konzentriert sie auch zu einem neuen, effektreichen Ganzen, das im Vergleich zu Opitz intensivere Leuchtkraft und Wirkung zeigt.“
Drittes Buch Verse 132–134

Der Rhodan selber stund der sonst so strenge laufft:

Der Leichen grosse Zahl ist häuffig fürgeschossen /

Vnd hat jhn zugestopfft / so daß er nicht geflossen.
Gryphius hat, auf diese Verse zurückgreifend, aus „Von so viel Leichen schwer“ 1637 das plastischere „Von Leichen fast verstopfft“ 1663 gewonnen. Opitz’ Vorsatz war, ohne „blawen Dunst Vnd Nebel“, ohne Beschönigen und Verdecken über „den harten Fall“ zu berichten (Erstes Buch Vers 53–56). Die Verse aus dem Dritten Buch, selbst schon der Tradition entnommen, bekräftigen die grausige Realität von Gryphius erstem Terzett.

### Das Ganze
In der Forschung zu „Tränen des Vaterlandes“ sind nach Borgstedt das patriotisch-kämpferische, das endzeitlich-apokalyptische und zugleich innerlich-autonome, das realistisch-wirklichkeitsbezogene, auch pazifistisch verstandene Moment, das allgemeinmenschliche Moment im Sinne der christlichen Tradition, das konfessionell-anklagende Moment oder das überzeitlich ästhetische Moment hervorgehoben worden.
Das endzeitlich-apokalyptische und zugleich innerlich-autonome Moment entwickelt (laut Borgfeldt) Trunz. Für Trunz „vereinigen sich in dem Gedicht eine gewaltige als Häufung gebrachte Bilderfülle des Kriegselends, die zwischen Realismus und Apokalyptik steht, mit einem von Schwermut überschatteten Hinweis auf die sittliche Freiheit des Menschen, die als einziges ihm im höchsten Elend bleibt, und eine straffe Sprache, die in immer neuen Wellen das Elend schildert, dazwischen und danach aber in langen ruhigen Sätzen Abstand und Überschau findet und in ihrer Zucht selbst eine Ordnung des Geistes gegen das Chaos der sinnlosen Gewalten stellt.“
Nah und doch fern dieser Deutung steht die von Herbert Cysarz aus dem Jahr 1942. Nah, insofern Cysarz schreibt: „Wie apokalyptische Reiter beherrschen Feuer, Pest, Hunger und Tod das Feld.“ Fern bei Cysarz’ weltkriegerischem Durchhaltepathos: „Tief und schwer geht der Atem des blutenden Deutschland.“ „Gleichsam metallisch die Grundfarbe des Gedichts: als ob sich alles im schwarzen Panzerkleid einer durch nichts zu brechenden Seele spiegelte. Auch aus den geschwellten Gleichnissen spricht eine eherne Wahrhaftigkeit des Gefühls; spricht das gefühllose Gefühl eines trutzigen Stehers, eisernen Besens einer eisernen Zeit, durch Traum und Tat, Verzückung und Grauen der Umwelt verbunden ohne die leiseste Schwankung des lauteren Mannescharakters.“
Den Realismus und Wirklichkeitsbezug betont nach Trunz („‚Wir‘: der Dichter selbst steht mitten in dem großen gemeinsamen Schicksal.“) Marian Szyrocki. Vom Eingangssatz an atme das Gedicht eine sonst in der Lyrik des 17. Jahrhunderts selten anzutreffende Wirklichkeitstreue. Für Nicola Kaminski ist Prätext der „Trawrklage“ nicht die Johannesapokalypse, sondern der Horror des Krieges, wie ihn Opitz ohne „blawen Dunst Vnd Nebel“ beschrieben habe. Das Opitzsche Epos katapultiere „wie ein intertextuelles Fanal“ eine „Rezeptionsanweisung“ in Gryphius’ Gedicht.
Für Wolfram Mauser dagegen verfehlt man die Intention des Dichters, wenn man „vom Anfangswort ‚wir‘ ableitet, daß ‚der Dichter selbst […] mitten in dem großen gemeinsamen Schicksal‘ stehe.“ Das Gedicht sei weit davon entfernt, das historische Ereignis in seiner Besonderheit festzuhalten. Was interessiere, sei der Krieg als Beispiel irdischer Geißel. Nicht ein Blick in die reale Welt steuere die Abfolge der Bilder, sondern die Vorstellung einer in Gefahr geratenen geistigen Ordnung. Um ihrer selbst willen seien die Bilder nicht mitteilenswert. Der Anspruch des Sonetts und seine Rechtfertigung liege im Bereich des Meditativen. Der Schrecken des Krieges sei ein Beispiel der Vanitas in allen Lebensbereichen. „Da aber Leiden und Tod untrennbar mit dem zeitlichen Dasein des Menschen verbunden sind, sind nicht sie das Ungeheuerliche. Die ‚Threnen‘ als Zeichen überwältigenden Leidens beziehen sich über die reale Not hinaus auf die elementare Bedrängnis der Seele, die ‚grimmer den die pest / vndt glutt vndt hungers noth‘ ist. […] Aber auch das, was ‚ärger als der todt‘ ist, kann der Mensch selbst im höchsten Unglück durch die Besinnung auf das Kreuz Christi überwinden. Diese letzte Schlußfolgerung führt das Gedicht nicht mehr aus, aber für den Zeitgenossen liegt sie nahe und im Zusammenhang der Sonettsammlung ist sie durch die kompositorische Sonderstellung der Christus-Sonette gegeben.“
Mit dem Abzwingen des Seelen Schatzes im letzten Vers sind nach Kaminski und Borgstedt am wahrscheinlichsten die Zwangsmaßnahmen zur Rekatholisierung Schlesiens im Jahr 1628 gemeint. Gryphius hatte damals als Zwölfjähriger mit seiner Familie, die lutherisch bleiben wollte, seinen Geburtsort Glogau verlassen und ins Exil gehen müssen.
Bei allen Interpretations-Differenzen darf nach Jürgen Landwehr gelten, dass die Füllung der Sonettform in „Tränen des Vaterlandes“ durch und durch rhetorisch sei. Theodor Verweyen vergleicht die Struktur mit der 1704 veröffentlichten „Gründlichen Anleitung zur Teutschen accuraten Reim- und Dicht-Kunst“ des Magnus Daniel Omeis. Christian von Zimmermann findet in dem Sonett die an den Schulen des 17. Jahrhunderts geübte rhetorische Argumentationsform der Chrie wieder mit einer protasis, in der das Thema gestellt, der paraphrasis sive explicatio, in der es näher erläutert, der amplificatio, in der es erweitert wird, und dem epilogus, der pointiert das eigentliche Ziel der Argumentation darbietet. Der erste Vers sei die protasis mit dem Thema „Verheerung“. In den folgenden drei Versen werde näher bestimmt, was „Verheerung“ meine, die deskriptiv-definierende paraphrasis sive explicatio. Dass in Vers 4 „aller Schweiß / und Fleiß / und Vorrath auffgezehret“ ist, bedeute nicht nur eine Plünderung der Vorratskammern; vielmehr sei, wie das zweite Quartett aufzähle, alles zerstört, was der Fleiß errichtet habe, eine amplificatio. Mit Vers 8 „Feuer / Pest / und Tod / der Hertz und Geist durchfähret“ werde die Bedrohung an Leib und Leben einbezogen. Die amplificatio erreiche im ersten Terzett mit dem Hinweis auf Blut, Leichen und die lange Kriegsdauer ihren Höhepunkt. Die Amplifikation diene der nachdrücklichen Betonung der Klage um den schwerer wiegenden Verlust des Seelenschatzes im epilogus. Gryphius überlagert „diese Basisstruktur mit der ansteigenden threnetischen Klage. […] Daß abschließend eine erschreckend düstere Aussage steht, die dem Kriegsgeschehen apokalyptische Züge verleiht, hat eine einfache Erklärung. Gryphius folgt hier den Gegebenheiten der threnetischen Gattung, die gerade in der untröstlichen Klage besteht. Dadurch ist sie vom tröstenden Epicedium unterschieden.“
Nach Marian Szyrocki hat Gryphius, der durch die verzweifelte Situation der Protestanten in seiner Heimat selbst betroffen war, seinen persönlichen Erfahrungen in dem Sonett Allgemeingültigkeit verliehen. Zwar benutzte er, rhetorisch geschult, überlieferte Bilder und Motive, „er verwendet sie aber in einer damals beispiellosen Dichte und erreicht damit eine Intensität der Aussage, die dem Sonett individuelles Gepräge verleiht“.

## Dichterische Rezeption im 20. Jahrhundert
Zu Gryphius’ dreihundertstem Geburtstag 1916 erschienen zwei Auswahlbände. Der Schriftsteller Klabund (Alfred Henschke) erklärte ihn zum Pazifisten, der verfolgt worden sei, „weil seine Dichtungen geeignet waren, das Volk gegen den Krieg aufzureizen“.
Nach dem Zweiten Weltkrieg, bemerkt Kurt Ihlenfeld, seien die „Tränen des Vaterlandes“ „durch ganz Deutschland gegangen“. Der Schauspieler Will Quadflieg rezitierte das Gedicht im Rahmen einer „Erbauungsstunde“ in einem Kriegsgefangenenlager. Der expressionistische Dichter und zeitweise kommunistische Politiker Johannes R. Becher gab 1954 eine Anthologie „Tränen des Vaterlandes“ heraus, die das Bild der frühneuzeitlichen Dichtung in der DDR prägte. Im Moskauer Exil hatte er 1937 ein Sonettpaar „Tränen des Vaterlandes. Anno 1937“ geschrieben, das bekannteste Echo auf ein einzelnes Gryphius-Gedicht:

Tränen des Vaterlandes. Anno 1937
I

O Deutschland! Sagt, was habt aus Deutschland ihr gemacht?!

Ein Deutschland stark und frei?! Ein Deutschland hoch in Ehren?!

Ein Deutschland, drin das Volk sein Hab und Gut kann mehren,

Auf aller Wohlergehn ist jedermann bedacht?!

Erinnerst Du Dich noch des Rufs: „Deutschland erwacht!“?

Als würden sie Dich bald mit Gaben reich bescheren,

So nahmen sie Dich ein, die heute Dich verheeren.

Geschlagen bist Du mehr denn je in einer Schlacht.

Dein Herz ist eingeschrumpft. Dein Denken ist mißraten.

Dein Wort ward Lug und Trug. Was ist noch wahr und echt?!

Was Lüge noch verdeckt, entblößt sich in den Taten:

Die Peitsche hebt zum Schlag ein irrer Folterknecht,

Der Henker wischt das Blut von seines Beiles Schneide –

O wieviel neues Leid zu all dem alten Leide!
II

Du mächtig deutscher Klang: Bachs Fugen und Kantaten!

Du zartes Himmelsblau, von Grünewald gemalt!

Du Hymne Hölderlins, die feierlich uns strahlt!

O Farbe, Klang und Wort: geschändet und verraten!

Gelang es euch noch nicht, auch die Natur zu morden?!

Ziehn Neckar und der Rhein noch immer ihren Lauf?

Du Spielplatz meiner Kindheit: wer spielt wohl heut darauf?

Schwarzwald und Bodensee, was ist aus euch geworden?

Das vierte Jahr bricht an. Um Deutschland zu beweinen,

Stehn uns der Tränen nicht genügend zu Gebot,

Da sich der Tränen Lauf in soviel Blut verliert.

Drum, Tränen, haltet still! Laßt uns den Haß vereinen,

Bis stark wir sind zu künden: „Zu Ende mit der Not!“

Dann: Farbe, Klang und Wort! Glänzt, dröhnt und jubiliert!
Im ersten Sonett werden den Versprechungen des Hitler-Regimes seine Verbrechen gegenübergestellt. Im zweiten wird dazu aufgerufen, statt Tränen zu vergießen, das Regime voll Hass zu bekämpfen, damit das Erbe Matthias Grünewalds, Johann Sebastian Bachs und Friedrich Hölderlins wieder „<g>länzt, dröhnt und jubiliert“. Gryphius’ Sonett wird „für die Identitätsstiftung des ‚besseren‘, postfaschistischen Deutschlands beansprucht.“